# Franz Xaver von Zach
Pour les articles homonymes, voir Zach.
Baron Franz Xaver von Zach (Franz Xaver Freiherr von Zach), né le 4 juin 1754 à Pest et mort le 2 septembre 1832 à Paris est un astronome austro-allemand.

## Biographie

L'attraction des montagnes, 1814

Franz Xaver von Zach servit quelque temps en Autriche, puis voyagea en Angleterre, résida plusieurs années à Londres, se livrant à l'étude des mathématiques, et entra plus tard au service du duc Ernest II de Saxe-Gotha-Altenbourg, qui lui confia en 1787 la direction de l'observatoire de Seeberg. Il entreprit en 1798 les Éphémérides géographiques qui se continuent encore, et publia à partir de 1800 la Correspondance mensuelle pour les progrès de la géographie et de l'astronomie, qu'il continua jusqu'en 1828. Il est devenu membre de la Royal Society le 12 avril 1804.
En 1808, von Zach observe depuis Marseille le phénomène de la vision du massif du Canigou, situé à 250 km de là, qui se produit deux fois par an par réfraction de la lumière,. Il noue des liens d'amitié avec Antoine Joseph Reboul, proviseur du Lycée Thiers, et fait ainsi installer un observatoire au sein du lycée.
Après une considération amusée du "concierge devenu astronome" Jean-Louis Pons, le baron devient le mentor, selon son propre écrit de l'astrognose. Il lui obtient par la Princesse de Bourbon la direction de l'observatoire de Marlia en Italie.
Von Zach est inhumé au cimetière du Père-Lachaise (29e division).
Pendant un certain temps, il a enseigné à l'Université de Lviv et a travaillé à son observatoire.

## Correspondance
Une partie de la correspondance du Baron Xaver von Zach avec Joseph Jérôme Lefrançois de Lalande, son homologue français, entre 1792 et 1804 est conservée à l'Observatoire de Paris. La provenance de ces lettres est mentionnée dans le Rapport annuel sur l’état de l’Observatoire de Paris pour l’année 1897, p. 27 : « Mme veuve Laugier a fait don à l’Observatoire de divers manuscrits de son mari, M. E. Laugier, membre de l’Institut et du Bureau des longitudes ; d’une série de manuscrits de Delambre et d’une liasse de lettres écrites par le baron de Zach à Jérôme Lalande dans les années 1792 à 1804.»
- Lettres du baron de Franz Xaver von Zach à Joseph Jérôme Lefrançois de Lalande 1792-1806 (lire en ligne)

## Hommages
- L'astéroïde (999) Zachia a été nommé en son honneur.